# 신동식 (언론인)
신동식(申東植, SHIN DONG SIK)은 대한민국의 언론인이다.
1937년 12월 16일 경북 문경 출생. 1957년 대전여고 졸업 후 1961년 연세대 정법대 정치외교학과를 졸업했다. 이후  1993년  영국 헐대 대학원 사회복지정책 석사과정 연수를 마쳤다. 1963년 서울신문 사회부 기자로 입사한 후 서울신문 사회부 차장, 수도권부·생활과학부 부장, 서울신문 부국장, 편집위원 및 논설위원을 등을 역임했다. 1999년부터 2009년 한국여성언론인연합 대표로 재직했다. 1984년 ‘제1회 최은희 여기자상’, 1997년 한국여성단체협의회의 제13회 올해의 여성상, 2002년 연세언론인회의 연세 언론인상, 2008년 국민훈장 동백장을 수상했다.

## 활동
1963년 서울신문 사회부 기자
1980-1983년 서울신문 사회부 차장 · 수도권부 차장·수도권부 부장급 기자
1981년 한국여기자클럽 회장
1983년 서울신문 수도권부 부국장급 기자
1985년 서울신문 생활과학부 부국장급
1988년 서울신문 편집위원
1989-1991년 스포츠서울 과학부장
1992년 서울신문편집국 부국장
1994년 서울신문 논설위원
1996-1998년 서울신문 사장실 심의위원
1996년 연세여성언론인회장
1998-2003년 성공회대 신문방송학과 겸임교수
1998년 언론중재위원회 위원
1999년 한국여성언론인연합 대표
2000년 노사정위원회 위원(공익대표)
2002-2003년 언론중재위원회 감사
2004년 중앙인사위원회 자문위원
2012-2014년 대한언론인회 여성위원회 위원장

## 상훈
1984년 제1회 최은희여기자상
1995년 자랑스러운 연세여동문상
1997년 올해의 여성상
2002년 연세언론인상
2008년 국민훈장 동백장

## 관련 기사
2021년 한국여성기자협회 창립 60주년 기사

## 단행본
최은희여기자상 수상자 스물한 명. 『세상은 바꾸고 역사는 기록하라: 끈질기고 당차게 오늘을 달리는 여기자들의 기록』 . 서울: 푸르메, 2013. 